# Стилобат

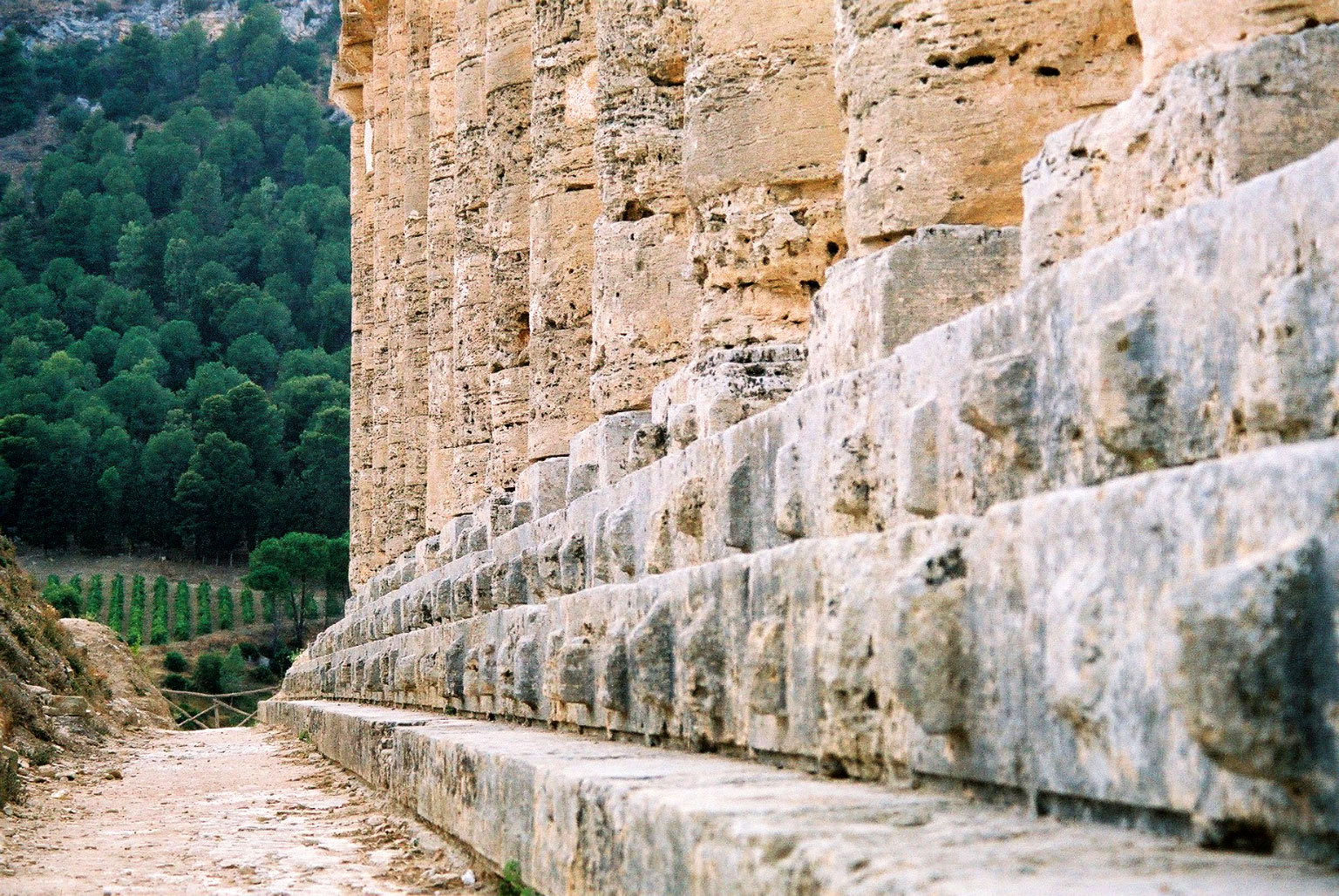
Трёхступенчатый стереобат с недостроенным стилобатом в дорическом храме Сегесты

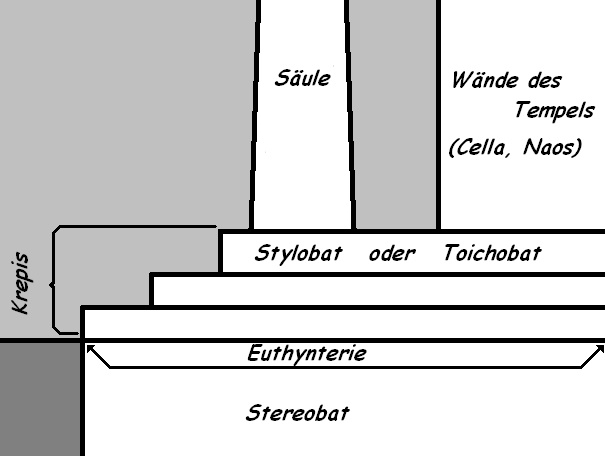

Стилобат (др.-греч. στυλοβάτης, от др.-греч. στῦλος — «столб, подпора, колонна» + др.-греч. βαίνω — «ступаю») — «плоскость, по которой ступают колонны», верхняя плоскость объёмного (многоступенчатого) цоколя (стереобата), на которую водружали стены, колонны, пилоны античных построек. Иногда стилобатом называют всю верхнюю ступень стереобата. В более узком значении стилобат — каменная плита наподобие базы под колонной.
В современной архитектуре — верхняя часть ступенчатого цоколя здания или общий цокольный этаж, объединяющий несколько зданий. В наши дни стилобаты популярны в использовании при строительстве высотных зданий, так называемых «точек» («тумбочек», «башен», «свечей»).

## Стереобат
Стереобат (др.-греч. στερεοβάτης, от др.-греч. στερεός — «твёрдый, прочный» + др.-греч.  βάτος  — «проходимый») — в античной архитектуре — объёмное основание, возвышение, на котором возводили здание. Древнеримский зодчий Витрувий рекомендовал нечётное количество ступеней стереобата со стороны главного фасада здания и делать их не выше 5/6 римского фута. В древнегреческих храмах стереобат обычно имел три ступени. Тем не менее самая известная постройка античности — Парфенон Афинского акрополя (447—438 годы до н. э.) возведён на стереобате, состоящем из пяти мраморных ступеней, каждая 0,55 м высотой. Такие ступени слишком велики, будто они сделаны не для людей, а для богов.
Стереобат выкладывали из крупных камней на верхней, выступающей из земли части фундамента, сложенной из особенно крупных и прочных каменных плит. Эта часть в античной архитектуре именуется эвтинтерием (от др.-греч. ευθετος  — «хорошо сложенный»).
Римляне предпочитали во всех подобных случаях использовать латинский термин «подиум».
Происхождение стереобата связывают с древнейшими алтарями, жертвенниками, которые устраивали на естественных и искусственных возвышениях. Другое название стереобата — крепида или крепидома (др.-греч. κρηπιδωμα — «основание дома», от (др.-греч. κρηπίς — «башмак»). Фундамент или ряд камней, ради большей прочности поставленных вертикально на узкое ребро, называют ортостатом др.-греч. ορθοστάτής — «прямо, вертикально поставленный»).